# Melilla Club Deportivo
Melilla Club Deportivo es un equipo de fútbol español localizado en Melilla. Fundado en 2014, actualmente milita en la Tercera División de España - Grupo IX. Disputa sus partidos como local en el Estadio La Espiguera, con una capacidad para 2000 espectadores.

## Temporadas
| Temporada | Nivel | División | Posición | Copa del Rey     |
| --------- | ----- | -------- | -------- | ---------------- |
| 2014–15   | 5     | 1.ª Aut. | 2.º      |                  |
| 2015–16   | 5     | 1.ª Aut. | 2.º      |                  |
| 2016–17   | 5     | 1.ª Aut. | 7.º      |                  |
| 2017–18   | DNP   | DNP      | DNP      |                  |
| 2018–19   | 5     | 1.ª Aut. | 1.º      |                  |
| 2019–20   | 4     | 3.ª      | 18.º     | Primera Ronda    |
| 2020–21   | 4     | 3.ª      | 20.º     |                  |
| 2021–22   | 6     | 1.ª Aut. | 2°       |                  |
| 2022–23   | 6     | 1.ª Aut. | 2.º      |                  |
| 2023–24   | 6     | 1.ª Aut. | 2.º      | Ronda preliminar |
| 2024–25   | 6     | 1.ª Aut. | 4.º      |                  |

## Datos del club
- 2 temporadas en Tercera División de España.
- 6 temporadas en Primera División Autonómica de Melilla.

## Palmarés

### Campeonatos regionales
- Preferente de Melilla (1): 2018-19.[2]
- Copa Federación Regional de Melilla (RFFM) (4): 2014-15,[3] 2018-19,[4] 2023-24[5] y 2024/25
- Subcampeón de la Preferente de Melilla (5): 2014-15,[6] 2015-16,[7] 2021-22,[8] 2022-23 y 2023-24